# 金峰山 (山梨縣和長野縣)

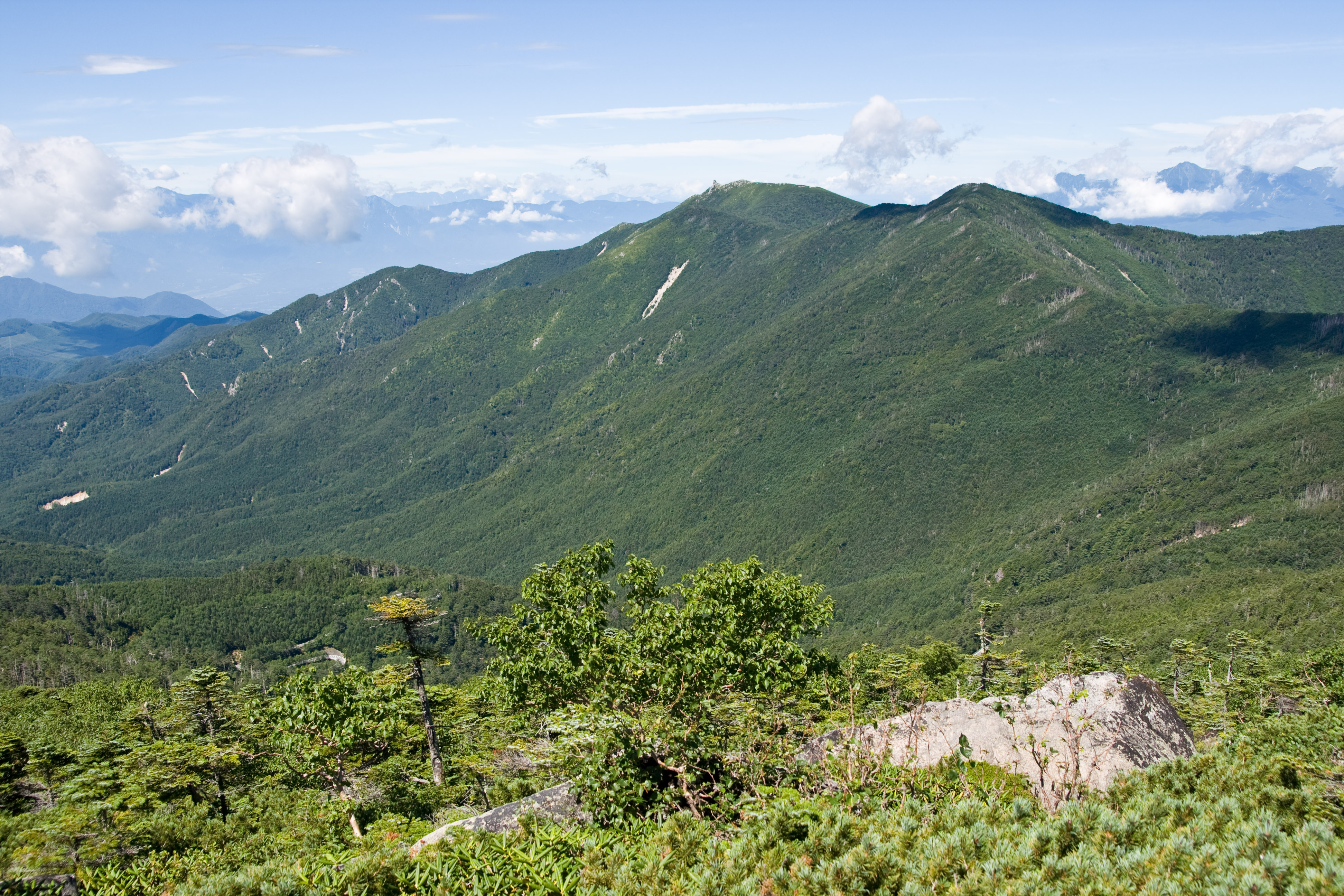
金峰山

金峰山（日语：きんぷさん、きんぽうさん）是位於日本山梨縣甲府市和長野縣南佐久郡川上村交界處的一座標高2,599米的山峰，別名「甲州御岳山」。金峰山在1950年7月10日被指定為秩父多摩甲斐國立公園區域，被列入日本百名山、新日本百名山、花之百名山。在山梨縣一側的讀法是「日语：」、長野縣一側的讀法是「日语：」。山頂有金櫻神社的本宮。

## 外部連結
- 金峰山 （页面存档备份，存于） - 甲府市